# Werner Dettloff
Werner Rainer Dettloff OFM (ur. 12 października 1919 w Świętochłowicach, zm. 7 marca 2016 w Monachium) – niemiecki duchowny katolicki, teolog fundamentalny i dogmatyk. W Monachium był profesorem historii teologii od końca okresu patriarchalnego.

## Życiorys
Werner Dettloff, syn Matii Dettloff z domu Schloßarzyk i Antona Dettloffa, uczęszczał do gimnazjów w Opolu i Nysie, a po ukończeniu szkoły średniej wstąpił do zakonu franciszkanów. Po odbyciu służby wojskowej i uwięzieniu (1940-1945) studiował filozofię i teologię katolicką na Uniwersytecie w Grazu, Franziskanerhochschule w Monachium oraz na Uniwersytecie Ludwika i Maksymiliana w Monachium w latach 1946-1950. Po uzyskaniu doktoratu teologicznego w 1952 był od 1953 do 1956 wykładowcą teologii fundamentalnej na Uniwersytecie Filozoficzno-Teologicznym Franciszkanów w Monachium, a od 1956 do 1959 wykładowcą dogmatyki w Duns-Scotus-Akademie w Mönchengladbach. Po habilitacji w 1961 r. z przedmiotu dogmatyki na wydziale teologicznym Uniwersytetu w Monachium, w 1962 r. został profesorem nadzwyczajnym historii chrześcijaństwa od końca okresu patriarchalnego, a w 1963 r. profesorem zwyczajnym historii teologii od końca okresu patriarchalnego na LMU Monachium. Od 1965 do 1985 był kierownikiem Instytutu Badawczego Teologii i Filozofii Średniowiecznej im. Martina Grabmanna. W 1983 założył Instytut Bonawentury w Tokio. Mieszkał w Oberwöhr w Górnej Bawarii, nie był żonaty i przeszedł na emeryturę w 1985 roku.

## Literatura (wybrana)
- Doktryna acceptatio divina u Jana Dunsa Szkota ze szczególnym uwzględnieniem nauki o usprawiedliwieniu. Werl 1954, OCLC 471046232 .
- Rozwój doktryny akceptacji i zasługi od Dunsa Szkota do Lutra. Ze szczególnym uwzględnieniem teologów franciszkańskich. Munster 1963, OCLC 490277360 .
- jako redaktor: Romano Guardini : Elementy systemotwórcze w teologii Bonawentury. Doktryny lumen mentis, gradatio entium i influentia sensus et motus. Leiden 1964, OCLC 807028451 .
- jako redaktor z Leo Scheffczykiem i Richardem Heinzmannem : Prawda i proklamacja. Michaela Schmausa w jego 70 urodziny Urodziny. Paderborn 1967. OCLC 905663926 .